# ふたり暮らし
『ふたり暮らし』は、『週刊ヤングジャンプ』で連載されていた柿本ケンジロウによる日本の漫画作品。およびそれを原作としたテレビアニメ。

## ストーリー
24歳の売れない漫画家の卵・ケンジは、家賃を折半するために先輩に紹介された16歳のフリーターの男の子・ひかるとルームメイトとして一緒に暮らすことになった。ケンジは、男の子にしてはとても可愛いひかるに対して「自分はホモなのか？」と悩みながらもひかれていく。ひかるは実は女の子だが、男の子として育てられたため16歳までずっと「自分は男の子」だと思いこんでいたのだった。

## 登場人物
青山ケンジ
声 - 松野太紀
主人公。漫画家を目指す24歳。大学の頃の先輩である真紀の紹介により、ひかるとふたり暮らしすることになる。ひかるのことが好きだが、他の女性に迫られると思わず手を出してしまう。
斉藤ひかる
声 - 田村ゆかり
ケンジの同居人。16歳。父に男だと思い込まされ育てられたため、当初は自分を男だと思い込んでいた。非常に美人で男女問わずモテる。ふたり暮らしを通じてケンジに惹かれていく。
新庄勝也
声 - 加勢田進
好青年気取りの嫌味な男。ボクシングジムに所属しておりインストラクターも兼ねている。
伊井岡
声 - 藤田よしのり
ボクシングの中学生チャンピオン。ケンジとボクシング勝負する。
運河伊世奈
声 - 栗原みきこ
占い師。得意な占いは「オッパイ占い」。
運河あける
声 - 杉本ゆう
「運河シスターズ」の一人で伊世奈の弟子。
運河かなえ
声 - 山口克子
「運河シスターズ」の一人で伊世奈の弟子。
運河めぐる
声 - 小泉理奈
「運河シスターズ」の一人で伊世奈の弟子。
ひかるの父
声 - 立木文彦
フェロモン教の神父。
里華
声 - 横手久美子
ひかるを連れ戻すために現れた巨乳の修道女。
真紀
声 - 北原冬子
修道女。ケンジの大学時代の先輩。ケンジの家にひかるが同居するようにした張本人。
大見江遥
声 - 寺田はるひ
院蘭女子高校に通う女子高生。風紀委員を勤めている。初めて口づけした相手と結ばれなくてはという家のしきたりがある。
千里
声 - 杉本ゆう
院蘭女子高校に通う女子高生。レズっ気がありひかるのことが好き。
床野上舞
声 - 斎賀みつき
院蘭女子高校に来た新任教師。ある出来事がきっかけで男性を強く憎んでいる。
森高鹿斗
声 - 杉本ゆう
床野上舞に仕える「ビジョレンジャー」の一人。
摩天楼沙
声 - 斎賀みつき
床野上舞に仕える「ビジョレンジャー」の一人。
幸面者姉代
声 - 寺田はるひ
床野上舞に仕える「ビジョレンジャー」の一人。
気子
声 - 小泉理奈
床野上舞に仕える「ビジョレンジャー」の一人。
趣里利
声 - 山口克子
床野上舞に仕える「ビジョレンジャー」の一人。
フランシス・ボラ子
声 - 浅子めぐみ
女性AV監督。ひかるをAVに出演させようとする。
絵垣麗
声 - 小川里永子
有名漫画家。睦見晃という別のペンネームで成人向け漫画も描いている。
観月神奈
声 - 杉本ゆう
漫画家。絵垣麗の元でアシスタントを担当していたが、後に独立して観月プロを立ち上げる。

## 単行本
1. 1993年8月、ISBN 4-08-875083-7
2. 1993年12月、ISBN 4-08-875084-5
3. 1994年4月、ISBN 4-08-875085-3
4. 1994年7月、ISBN 4-08-875086-1
5. 1994年10月、ISBN 4-08-875087-X
6. 1995年1月、ISBN 4-08-875088-8
7. 1995年4月、ISBN 4-08-875089-6
8. 1995年7月、ISBN 4-08-875090-X
9. 1995年10月、ISBN 4-08-875415-8
10. 1996年1月、ISBN 4-08-875416-6
11. 1996年4月、ISBN 4-08-875417-4
12. 1996年7月、ISBN 4-08-875418-2
13. 1996年8月、ISBN 4-08-875419-0

## テレビアニメ
1998年4月27日から同年6月29日までTBS系において毎週月曜から木曜の24時30分頃から24時40分頃のワンダフル枠内で放送された。全36話。
第18笑ではワンダフルの司会だった東幹久と原千晶が声優としてゲスト出演している。

### スタッフ
- 原作 - 柿本ケンジロウ
- 監督 - 森田風太
- 脚本 - 志茂文彦
- キャラクターデザイン - 平岡正幸
- 美術 - 宮前光春
- 音響監督 - 広川和之
- 音楽 - 大野克夫
- 音楽プロデューサー - 堀尾裕樹
- アニメーションプロデューサー - 土屋貴彦
- 総合プロデューサー - 石川眞実
- 協力 - 集英社 週刊ヤングジャンプ編集部、代々木アニメーション学院
- 制作協力 - スタジオボギー
- アニメーション制作 - パブリック&ベーシック
- 製作 - TBS

### 主題歌
エンディングテーマは無し。
オープニングテーマ「嘆きのメロディー」
歌 - ネタンダーズ

### 放映リスト
| 話数   | サブタイトル               | 絵コンテ     | 演出                  | 作画監督 | 放映日         |
| ------ | -------------------------- | ------------ | --------------------- | -------- | -------------- |
| 第1笑  | 男の子?女の子?             | 菱川直樹     | 菱川直樹              | 英原爾彦 | 1998年 4月28日 |
| 第2笑  | ミニスカートはお好き?      | 菱川直樹     | 菱川直樹              | 樋尾祐二 | 4月29日        |
| 第3笑  | 初めてのケンカ             | 所すみお     | 所すみお              | 橋光     | 4月30日        |
| 第4笑  | 海の出来事                 | 野館誠一     | 雨野丈                | 山穂健   | 5月1日         |
| 第5笑  | 強い男への道               | 早川ケンイチ | 早川ケンイチ          | 星山誠   | 5月5日         |
| 第6笑  | 禁欲の館（その1）          | 早川ケンイチ | 早川ケンイチ          | 星山誠   | 5月6日         |
| 第7笑  | 禁欲の館（その2）          | 保谷太郎     | 雨野丈                | 英原爾彦 | 5月7日         |
| 第8笑  | 宿命の対決                 | 保谷太郎     | 雨野丈                | 英原爾彦 | 5月8日         |
| 第9笑  | なぞの訪問者               | 棚橋一徳     | 早川ケンイチ          | 山穂健   | 5月12日        |
| 第10笑 | ひかるの真実               | 棚橋一徳     | 祐天寺五郎            | 山穂健   | 5月13日        |
| 第11笑 | ひかるの過去               | 菱川直樹     | 雨野丈                | 樋尾祐二 | 5月14日        |
| 第12笑 | さよならケンジ             | 菱川直樹     | 雨野丈                | 樋尾祐二 | 5月15日        |
| 第13笑 | 秘密の花園                 | 祐天寺五郎   | 祐天寺五郎            | 英原爾彦 | 5月20日        |
| 第14笑 | 父との遭遇                 | 保谷太郎     | 祐天寺五郎            | 英原爾彦 | 5月21日        |
| 第15笑 | 天国と地獄                 | 早川ケンイチ | 雨野丈                | 星山誠   | 5月22日        |
| 第16笑 | 愛の大脱走                 | 早川ケンイチ | 雨野丈                | 星山誠   | 5月26日        |
| 第17笑 | うれし恥ずかしオッパイ占い | 棚橋一徳     | 水野健太郎            | 樋尾祐二 | 5月27日        |
| 第18笑 | アブノーマルで行こう!      | 棚橋一徳     | 雨野丈                | 山穂健   | 5月28日        |
| 第19笑 | 走れ!プータロー            | 杉島邦久     | 土田純                | 樋尾祐二 | 5月29日        |
| 第20笑 | セーラー服とひかる         | 杉島邦久     | 平塚住雄              | 樋尾祐二 | 6月2日         |
| 第21笑 | ときめき保健室             | 祐天寺五郎   | 祐天寺五郎 水野健太郎 | 滝沢潤   | 6月3日         |
| 第22笑 | 悲しきレンタルビデオ       | 祐天寺五郎   | 祐天寺五郎 水野健太郎 | 川口幸治 | 6月4日         |
| 第23笑 | 美少女達の戦い             | 菱川直樹     | 雨野丈                | 英原爾彦 | 6月5日         |
| 第24笑 | 遥・危機一髪!              | 保谷太郎     | 平塚住雄              | 英原爾彦 | 6月9日         |
| 第25笑 | ラストデートはあなたと     | 棚橋一徳     | 平塚住雄              | 樋尾祐二 | 6月10日        |
| 第26笑 | 恐怖の新任女教師           | 杉島邦久     | 平塚住雄              | 丸山圭   | 6月11日        |
| 第27笑 | あぶない記憶喪失           | 保谷太郎     | 水野健太郎            | 星山誠   | 6月12日        |
| 第28笑 | 巨乳戦隊ビジョレンジャー   | いさみ徹夫   | 雨野丈                | 星山誠   | 6月16日        |
| 第29笑 | 愛が燃えるとき             | 祐天寺五郎   | 祐天寺五郎 水野健太郎 | 滝沢潤   | 6月17日        |
| 第30笑 | AV女優ひかる               | 祐天寺五郎   | 水野健太郎            | 丸山圭   | 6月18日        |
| 第31笑 | 撮影現場潜入!              | 杉島邦久     | 平塚住雄              | 英原爾彦 | 6月19日        |
| 第32笑 | AV男優ケンジ               | 保谷太郎     | 雨野丈                | 樋尾祐二 | 6月23日        |
| 第33笑 | AV女優ポラ子               | 祐天寺五郎   | 水野健太郎            | 川口幸治 | 6月24日        |
| 第34笑 | 夢の入口                   | 菱川直樹     | 雨野丈                | 丸山圭   | 6月25日        |
| 第35笑 | 誘惑のタコ部屋             | 保谷太郎     | 水野健太郎            | 英原爾彦 | 6月26日        |
| 最終笑 | ふたり暮らし               | 菱川直樹     | 雨野丈                | 英原爾彦 | 6月30日        |